# Nouvelles histoires sanglantes
Nouvelles histoires sanglantes (titre original : More Bloody Horowitz) est un recueil de nouvelles fantastiques de l'écrivain britannique Anthony Horowitz, publié en France en 2010 aux éditions Hachette.

## Contenu
Le recueil contient les nouvelles suivantes :
- L’homme qui tua Darren Shan
- Jouez votre vie
- Vous êtes arrivés
- Le cobra
- Robo-Nounou
- Entracte : Mauvais rêve et Maux croisés
- Échange saignant
- L Bay
- Dans un fauteuil
- Branché !
- La force du vent

### L'homme qui tua Darren Shan
Henry Parker a toujours voulu être écrivain. Plus jeune, il avait proposé à l'un de ses professeurs de relire ses textes, mais celui-ci, choqué par leur violence, l'en avait dissuadé. Onze ans plus tard, Henry achève son premier roman, qu'il envoie à plusieurs éditeurs. Tous refusent de le publier, ce qui le plonge dans une dépression. 
Peu de temps après, Henry découvre en librairie un roman qu'il juge très similaire au sien. L’auteur, Darren Shan, rencontre un grand succès grâce à ce livre. Persuadé d'avoir été plagié, Henry, fou de jalousie, décidé de se venger. Il met au point un plan et envoie une lettre empoisonnée à Darren Shan. Lorsque les médias annoncent la mort de l'écrivain, Henry pense avoir réussi.
La nuit suivante, il croit voir le fantôme de Darren Shan, venu le hanter. Henry lui avoue alors son crime et révèle au fantôme pourquoi et comment il l’a tué. Mais cette apparition n’était qu’un stratagème orchestré par la police, qui attendait les aveux d’Henry pour l’arrêter.

### Jouez votre vie
À Londres, un nouvelle émission de téléréalité intitulée « Jouez votre vie » passionne le public. Danny Webster, 16 ans, est le plus jeune des candidats. Son père l’a poussé à participer, attiré par la promesse d'une grosse somme d’argent et d’une notoriété immédiate pour le vainqueur. 
Lors de la finale, les cinq finalistes s’affrontent en répondant à des questions de culture générale. Mais au fil du jeu, les candidats éliminés sont réellement exécutés. La tension monte dans le studio et derrière les écrans de télévision, jusqu'à ce que Danny remporte la victoire, au grand bonheur de ses parents. 
À la sortie des studios, alors qu'ils est entouré de fans et de journalistes, Danny se fait tirer dessus par des criminels qui s'emparent de la mallette contenant le prix. Une voix off révèle alors que la famille McDonald de Sunderland vient de remporter l’émission « Volez un million ». Danny comprend qu'il a été le pion d'un programme plus large, filmant en direct sa mort.

### Le cobra
Charles Atchley un adolescent de 15 ans, dépendant aux jeux vidéos et aux fast-food, part en vacances à Marrakech avec ses parents Noreen et Rupert Atchley. Son père est avocat et sa mère est illustratrice. Charles ne voulait pas partir là bas et aurait préféré rester chez lui pour jouer aux jeux vidéos, sa passion. Il se retrouve donc dans un Riad. Charles n’apprécie pas du tout le climat de la ville, et se plaint de la chaleur quand ses parents l’emmènent visiter des monuments. Pour leur  troisième soirée, ils décident de visiter le souk. Là bas, ils aperçoivent un charmeur de serpents. Charles tient des propos rabaissants à haute voix envers les méthodes du charmeur qui arrête le spectacle pour sermonner Charles. Au moment de partir, Charles provoque le charmeur de serpents en lui manquant de respect.
Plus tard, au milieu de la nuit, Charles entend un bruit qui le réveille et une petite musique très ressemblante à celle jouée par le charmeur quelques heures plus tôt. Tous les signes font penser que le cobra est présent dans la chambre. Tout à coup, Charles voit le reptile se dresser sur le bout de son lit et le fixer avec des yeux luisants. Charles voit le serpent glisser lentement entre ses jambes, sous la couverture. Quand Charles comprend où va morde le serpent, il est trop tard. Il se fait mordre, et tombe de son lit. Ses parents, réveillés par le bruit, se hâtent de venir dans la chambre de leur fils mais ne trouvent rien, ce dernier a juste mouillé son lit. Charles prend un bain et retourne se coucher. Le lendemain, il se lève et, arrivé sur le toit pour prendre le petit-déjeuner, Charles entend soudain la musique du charmeur de serpent : il se met alors à danser, envoûté par celle-ci.

### Echange saignant
Jack Metcalfe est un élève de troisième, d’origine anglaise, qui part en France afin d’améliorer son français pour réussir le brevet. Arrivé à l’aéroport en France, il rencontre Nathalie et Patrick, ainsi que leur fils, Adrien Duclarc. Une fois chez eux, il découvre le cousin Vladimir qu’il trouve tout de suite étrange. Le premier soir, Jack se rend compte que Vladimir a horreur de l’ail. Pendant le séjour, Jack remarque aussi que Vladimir ne sort pas le jour. Un soir, en passant devant sa chambre, Jack voit que Vladimir n’a pas de reflet dans la porte miroir de son armoire. Jack prend peur, il pense que Vladimir est un vampire. En réfléchissant, il remarque aussi que Duclarc est un acronyme de Dracula. Lors d’une sortie à l’église, l’adolescent prend de l’eau bénite dans une bouteille de shampoing vide. Arrivé à la villa, il en renverse sur Vladimir pour voir si cela le brûle. Effectivement, c’est le cas. Il entend madame Duclarc et Vladimir parler à côté de la piscine. Il croit entendre qu’ils voulaient le tuer mais en vérité Vlad a seulement dit qu’il était très doué. Le soir même un orage éclate, alors Vladimir va voir Jack pour voir s'il va bien. Jack prend peur et transperce le torse de Vladimir avec un bout de bois venu du jardin.
Patrick et Nathalie ont vu la scène, ils sont désemparés. Au final, Vladimir n’était pas un vampire mais tout le laissait croire. Il ne mangeait pas d’ail car il n’aimait juste pas ça, il ne sortait pas la journée car ses yeux sont très sensibles, il n’avait pas de reflet dans son miroir car la porte avait une glace sans tain ; et pour l’eau bénite, il y avait un reste de shampooing dans la bouteille contenant l’eau qu’il a reçu dans l’œil. Jack a fini par passer son brevet dans un hôpital psychiatrique.

### Branché
Jérémy Brown, un jeune garçon de 15 ans, voit sa vie basculer le jour où son nouveau voisin emménage au 66 Elmsworth Avenue à Londres. Jérémy est un adolescent gentil, calme, respectueux et sportif. Tous ses professeurs l’adorent. Il n'a rien à envier à personne. Un beau jour, un nouveau voisin venant de Hongrie emménage dans la maison d’à côté, celui-ci s'appelle Jákob Demsky. Peu de temps après sa venue, Jeremy lui propose de l’aider à nettoyer son jardin afin de sympathiser avec lui. Au fur et à mesure du temps, M.Demsky vient dîner chez la famille Brown. Un soir, pour le dîner, il apporte des cadeaux, il offre à Jeremy un lecteur MP3 plutôt étrange. Peu à peu, le jeune garçon devient dépendant de son appareil, changeant étrangement de comportement et montrant des signes de vieillesse. Cela inquiète ses parents. Quelques jours après, Jeremy tombe gravement malade et part aux urgences car son cas devient grave. M. Demsky rentre chez la  famille Browne, prend le MP3 puis retourne chez lui. Peu à peu, après une ou deux heures d’écoute, sa peau reprend alors des couleurs et ses cheveux paraissent moins blanc : il rajeunit, tandis que Jeremy, vieillit.